# José Maria Parreira Lara

Dom José Maria Parreira Lara (Resende Costa, 3 de junho de 1885 - Caratinga, 8 de agosto de 1936) foi bispo da Igreja Católica Romana. Foi o primeiro bispo da diocese de Santos e segundo Bispo de Caratinga.

## Biografia
Dom José Maria Parreira Lara nasceu na cidade mineira de Resende Costa, aos 3 de junho de 1885, filho do casal Clodoveu Gonçalves Lara e Josefa Maria Lara .

Fez seus estudos primários nesta cidade e depois, foi enviado ao Seminário de Mariana, onde terminou seus estudos, formando-se em Filosofia e Teologia.
Foi ordenado padre em 18 de abril de 1911 .
Exerceu seu ministério sacerdotal nas cidades de Mariana, Conceição da Boa Vista, Porto Santo Antônio, Barra do Piraí e Ponte Nova. Em Ponte Nova foi responsável pelo arrojado projeto e pelo início da construção da nova Igreja Matriz de São Sebastião em estilo neogótico. Era o pároco desta cidade quando em 27 de março de 1924 foi nomeado bispo da então diocese do Amazonas.
Foi sagrado bispo em São João del-Rey em 11 de fevereiro de 1925, por Dom Helvécio Gomes de Oliveira, tendo como co-consagrantes Dom Emanuel Gomes de Oliveira e Dom Benedito Paulo Alves de Souza. Nao chegou a tomar posse desta diocese.
Criada a Diocese de Santos em São Paulo, Dom Parreira Lara foi nomeado seu primeiro bispo, em 18 de dezembro de 1924 . Tomou posse nesta diocese em 18 de abril de 1925. Nesta diocese, Dom José Maria Parreira Lara exerceu intenso apostolado por nove anos. Fundou a Associação "A Casa do Senhor" que tinha por finalidade principal amparar as crianças filhas de operários e empregadas domésticas, que tendo necessidade de trabalharem fora de seus lares, se achavam em dificuldades para zelar pelos seus filhos, fundando uma Creche com semi-internato para ambos os sexos de 3 a 6 anos, e internato para meninas de 6 a 18 anos". Criou também uma Escola Primária e Profissional. Esta Associação também mantinha um Ambulatório, Farmácia e Dispensário aberto a todos os necessitados. .

Em 28 de setembro de 1934 foi nomeado Bispo de Caratinga, tomando posse nesta diocese em 06 de janeiro de 1935 . 

Faleceu em Caratinga aos 08 de agosto de 1936 .